# Katedrála Nanebevzetí Panny Marie (Parma)
Katedrála Nanebevzetí Panny Marie (Dóm v Parmě) je katedrála římskokatolické Parmské diecéze v italském městě Parma.

## Historie
Na místě dnešního katedrálního náměstí stál od 4. nebo 5. století raně křesťanský kostel, pravděpodobně postavený nad předkřesťanskou svatyní. Roku 860 byl poblíž něho postaven kostel Panny Marie, který se pak stal katedrálou. Poté, co byl v roce 1074 zničen požárem, začala v několika fázích výstavba dnešní katedrály. Zvonice byla postavena v letech 1284 až 1294 v gotickém stylu.
Katedrála je trojlodní bazilika na půdorysu kříže. Kromě gotické zvonice je převážně románská. Pozoruhodná je třípodlažní portálová fasáda se dvěma horizontálními a jednou štítovou arkádou. Tyto tři portály odpovídají třem lodím interiéru.
Nad křížením je kupole osmiúhelníkového půdorysu. Zevnitř je vymalována průkopnickou freskou Nanebevzetí Panny Marie od Antonia da Correggia; freska tak efektivně využívá techniku zkracování perspektivy, kterou vynalezl Melozzo da Forlì, že se stala vzorem dalších barokních děl.
Dějiny varhan katedrály lze na základě dokumentů sledovat až do roku 1480. Dnes jsou v katedrále troje varhany: hlavní na zdi centrální lodi, chórové varhany a malý nástroj v kryptě. Hlavní varhany jsou založeny na nástroji, který stavitelé varhan bratři Serassiové roku 1786 vestavěli do varhanní skříně ze 16. století. V roce 1999 je společnost Mascioni rekonstruovala poté, co byly demontovány v roce 1942. Nástroj má 37 rejstříků, dva manuály a pedál. Traktury jsou mechanické.

## Baptisterium
Baptisterium sv. Jana jihozápadně od katedrály je jedno z nejdůležitějších svého druhu. Bohatě strukturovaná osmiúhelníková věž byla postavena v letech 1196–1216 a poté uvnitř vymalována scénami ze Starého a Nového zákona.

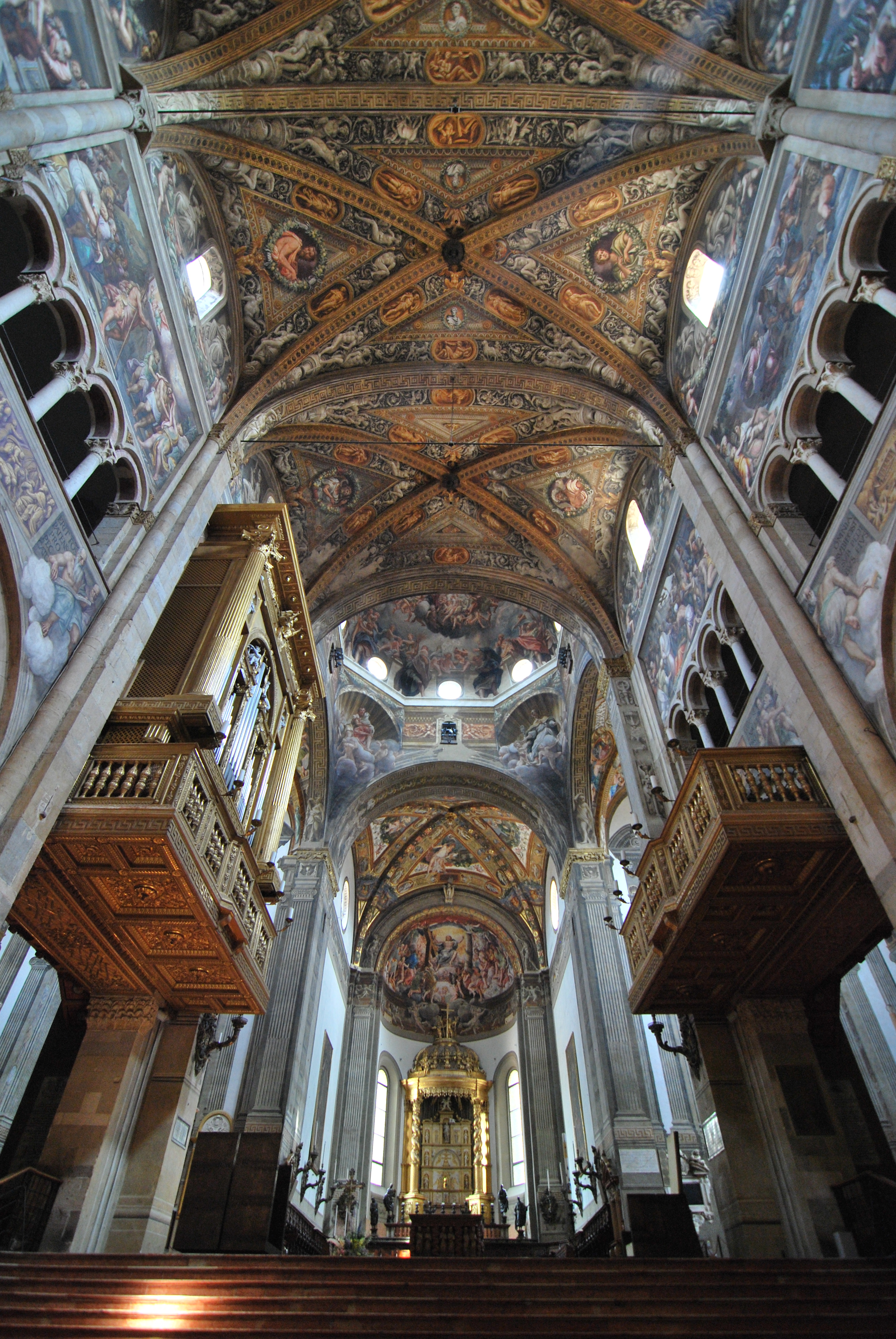
Klenba hlavní lodi
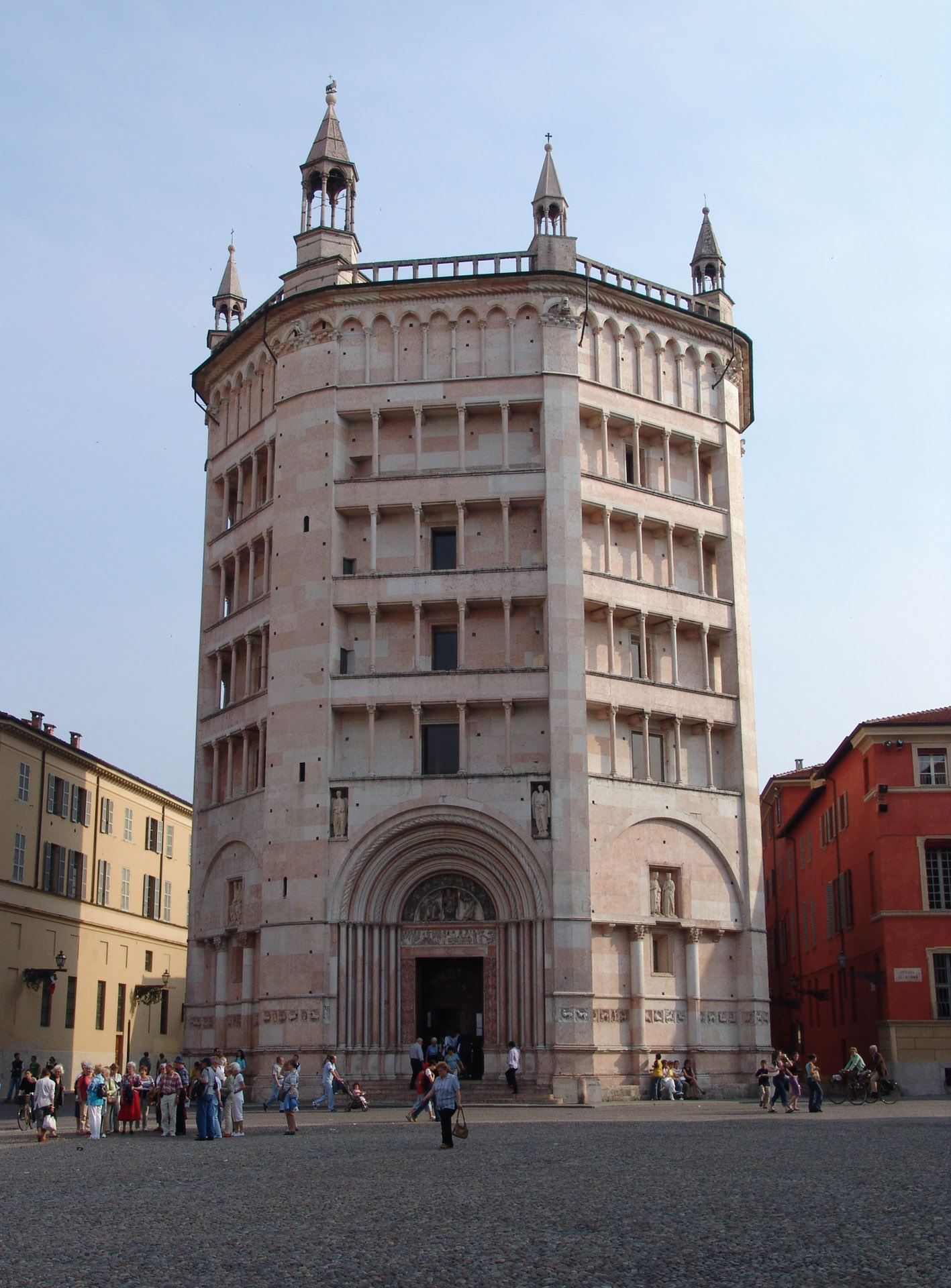
Baptisterium
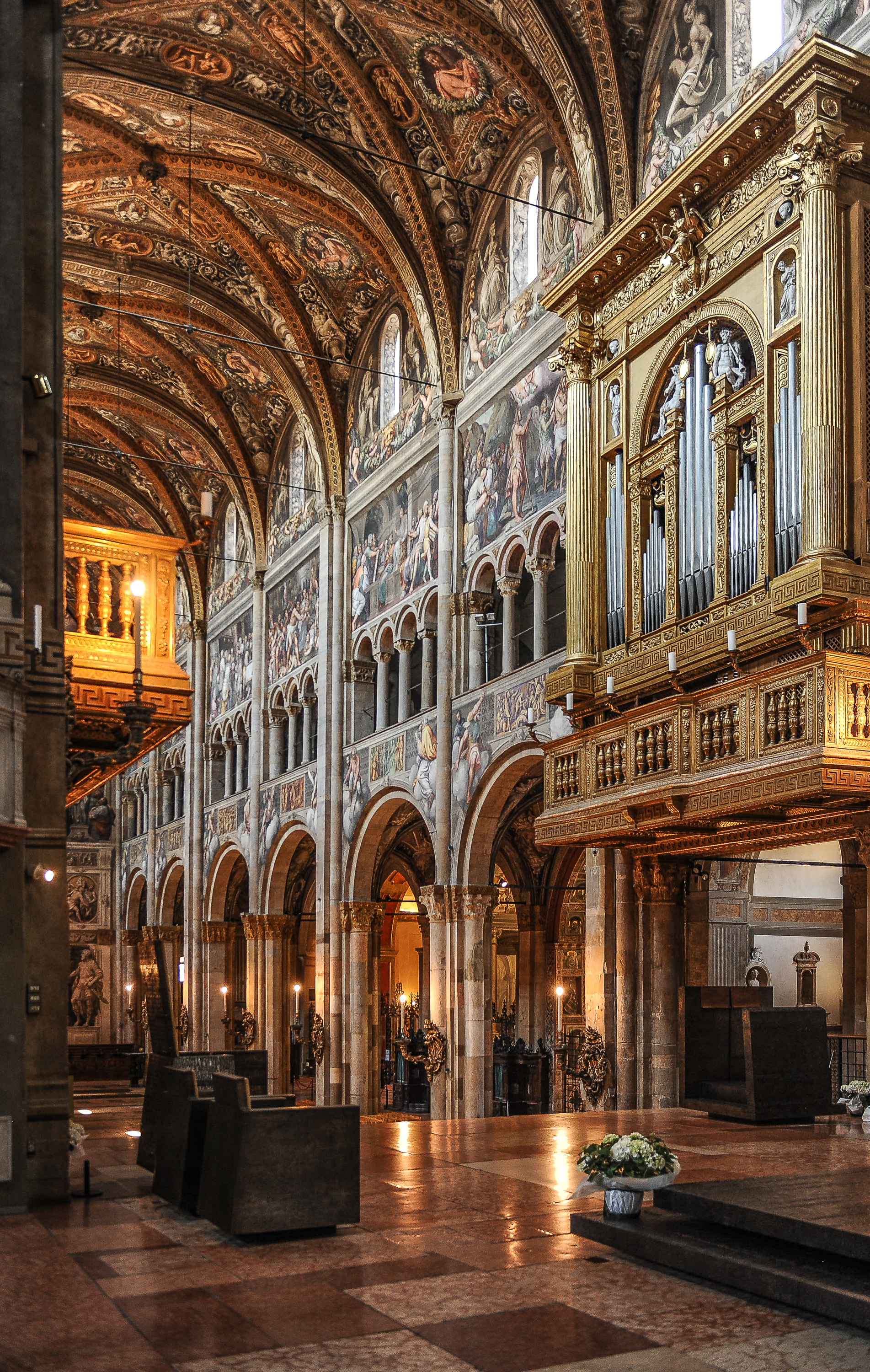
Hlavní lod s varhanní skříní
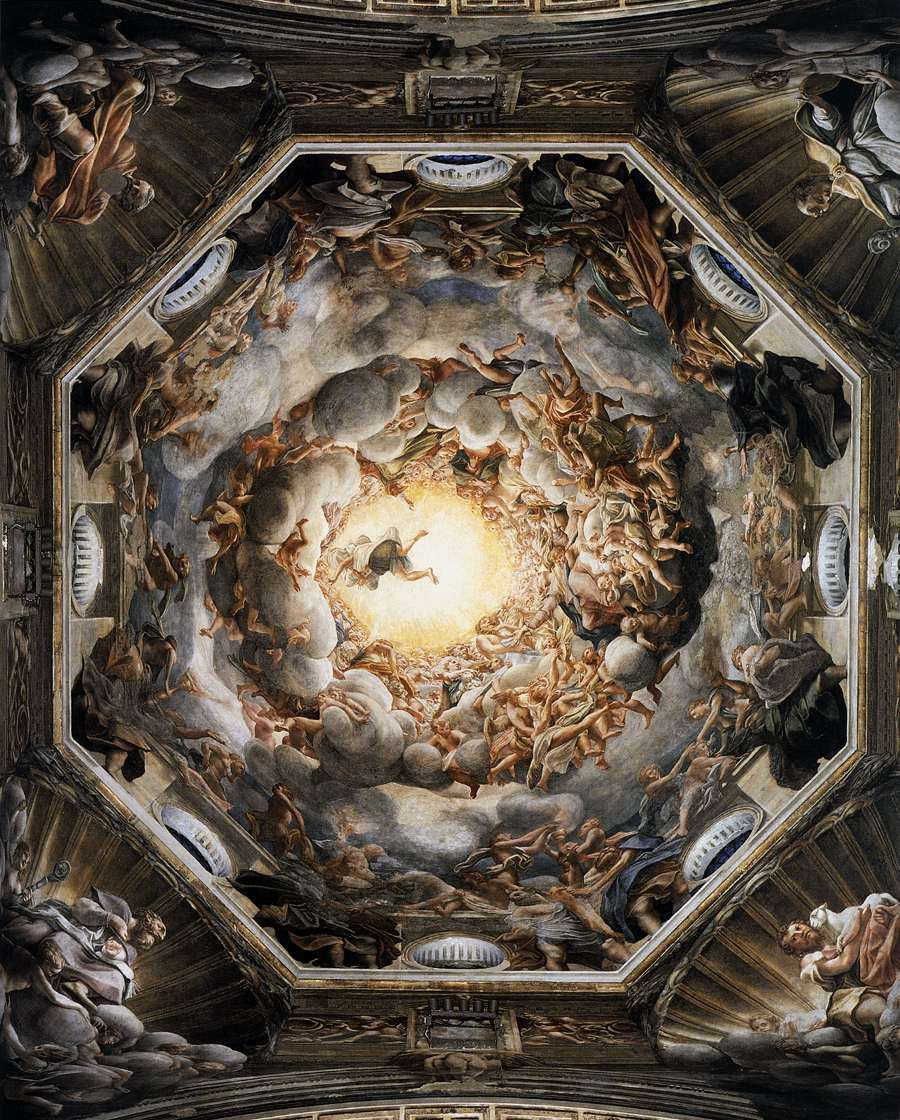
Freska v kupoli od Correggia